# Pernilongo-de-costas-negras
O perna-de-pau, também conhecido como pernilongo-americano ou pernilongo-de-costas-negras ou maçaricão (Himantopus mexicanus), é uma ave nativa abundante na América, nos pântanos e na costa, numa área que vai da Califórnia, Golfo do México ao leste, na Flórida e dali até ao sul do Peru, Região Norte do Brasil e Ilhas Galápagos. As aves do norte são migratórias, viajando no inverno para as regiões sul dos Estados Unidos da América e do México, raramente indo até a Costa Rica.
Na América do Sul, o perna-de-pau integra a forma conhecida por Himantopus (himantopus) melanurus.
Os adultos têm longas pernas rosa, um bico comprido e preto e uma extensa faixa branca que se estende na parte inferior do abdome, pescoço e parte da cabeça, que tem sua parte superior preta, assim como a nuca e costas.

## Habitat
O perna-de-pau habita preferencialmente os estuários, regiões lacustres, pantanosas e alagadiças.